# Nelima albiangulata
Nelima albiangulata is een hooiwagen uit de familie Sclerosomatidae.